# Пшемша
Пшемша (пол. Przemsza) — річка в південній Польщі, у Берунсько-Лендзінського повіту Сілезького воєводства. Ліва притока Вісли, (басейн Балтійського моря).

## Опис
Довжина річки 88 км, найкоротша відстань між витоком і гирлом — 49,66  км, коефіцієнт звивистості річки — 1,78 ; площа басейну водозбору 2121  км². Формується притоками, багатьма безіменними струмками, загатами та частково каналізована.

## Розташування
Бере початок у південно-східній околиці міста Сосновець у місці злиття двох річок: Чорної і Білої Пшемши. Довжина річки становить 24 км, а з урахуванням Чорної Пшемши — 88 км. Тече переважно на південний схід і селі Ґожув Малопольського воєводства впадає у річку Віслу.
Населені пункти вздовж берегової смуги: Мисловиці, Явожно, Імелін, Хелмек, Берунь.

## Притоки
- Чорна Пшемша (права); Біла Пшемша, Ванвольниця, Бисинка, Канал Матильда (ліві).

## Цікаві факти
- У декількох місцях річку перетинають автомобілні шляхи та залізниці.
- У гирлі річки на Віслі починається судноплавна частина Водного шляху Верхньої Вісли.

## Галерея

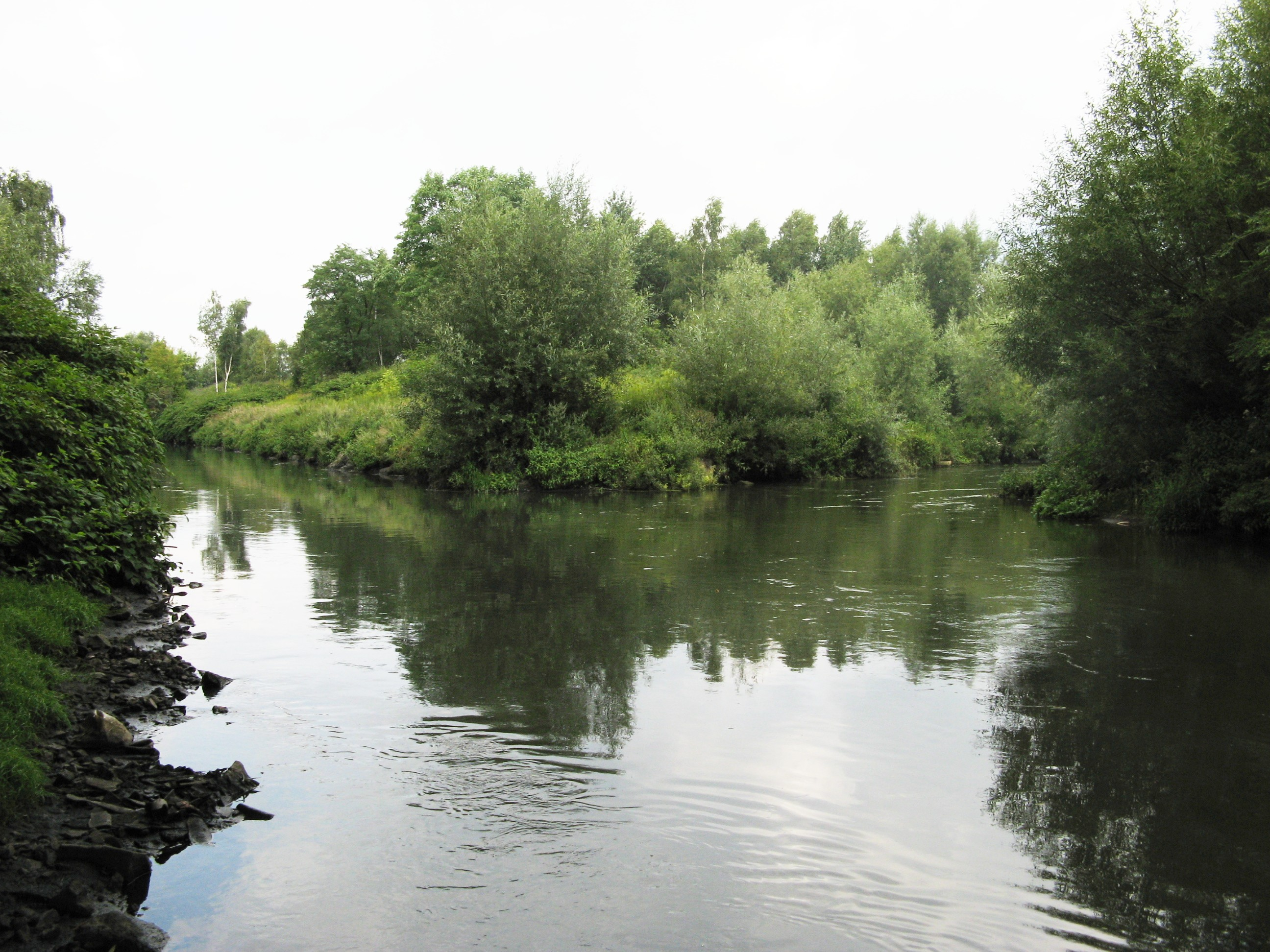
Трикутник трьох імператорів